# Rối loạn sử dụng chất gây nghiện
Rối loạn sử dụng chất gây nghiện (SUD), còn được gọi là rối loạn sử dụng chất/thuốc, là một tình trạng y tế trong đó việc sử dụng một hoặc nhiều chất dẫn đến suy yếu hoặc suy yếu đáng kể về mặt lâm sàng. Rối loạn sử dụng chất được đặc trưng bởi một loạt các triệu chứng tâm thần, thể chất và hành vi có thể gây ra các vấn đề liên quan đến mất kiểm soát, căng thẳng đến cuộc sống giữa các cá nhân, sử dụng nguy hiểm, dung nạp và cai nghiện. Các nhóm thuốc có liên quan đến SUD bao gồm rượu, phencyclidine, thuốc hít, chất kích thích, cần sa, chất tạo ảo giác khác, opioids, thuốc lá, và thuốc an thần, thuốc ngủ và thuốc giải lo âu.
Nghiện ma túy và lệ thuộc ma túy là những thành phần riêng biệt của rối loạn sử dụng chất gây nghiện. Mức độ nghiêm trọng của rối loạn sử dụng chất có thể rất khác nhau; trong chẩn đoán SUD, mức độ nghiêm trọng của SUD của một cá nhân đủ tiêu chuẩn là nhẹ, trung bình hoặc nặng dựa trên số lượng 11 tiêu chí chẩn đoán được đáp ứng. Trong DSM-5, thuật ngữ nghiện ma túy đồng nghĩa với rối loạn sử dụng chất nghiêm trọng.
Trên toàn thế giới, ước tính có khoảng 275 triệu người đã sử dụng một loại thuốc bất hợp pháp vào năm 2016. Trong số này, 27 triệu người sử dụng ma túy có nguy cơ cao còn được gọi là sử dụng ma túy tái phát gây hại cho sức khỏe, các vấn đề tâm lý hoặc các vấn đề xã hội hoặc khiến họ có nguy cơ gặp phải những nguy hiểm đó. Trong năm 2015, rối loạn sử dụng chất gây ra 307.400 ca tử vong, tăng từ 165.000 ca tử vong vào năm 1990. Trong đó, số lượng cao nhất là do rối loạn sử dụng rượu ở mức 137.500, rối loạn sử dụng opioid với 122.100 ca tử vong, rối loạn sử dụng amphetamine ở 12.200 ca tử vong và rối loạn sử dụng cocaine ở mức 11.100. Số ca tử vong trực tiếp do sử dụng ma túy đã tăng hơn 60% từ năm 2000 đến năm 2015.